# Michel Melchior
Michel Melchior (Marchienne-au-Pont, 5 december 1940 - Luik, 27 november 2016) was een Belgisch magistraat.

## Biografie
Michel Melchior promoveerde in 1963 tot doctor in de rechten aan de Université de Liège, waar hij in 1966 een bijzonder licentiaat in Europees recht behaalde. Van 1964 tot 1978 was hij onderzoeker bij het Nationaal Fonds voor Wetenschappelijk Onderzoek. Van 1978 tot 1984 was hij lid van de Europese Commissie voor de Rechten van de Mens in Straatsburg. Hij was gewoon hoogleraar (1978-1984) en buitengewoon hoogleraar (1984-2006) aan de Luikse universiteit.
Hij werd op 10 september 1984 tot rechter in het Arbitragehof benoemd. Hij was Voorzitter van de Franse taalgroep van 1 april 1993 tot 17 augustus 2009 en van 29 maart tot 4 december 2010, wanneer hij met emeritaat ging.